# Descida das Escadas de Santos
A Descida das Escadas de Santos é a maior e mais tradicional prova de Downhill Urbano do Brasil.
A primeira edição, realizada em 2003, foi o marco inicial das competições da modalidade de Downhill Urbano no Brasil.
O evento é organizado e realizado pela Confederação Brasileira de Mountain Bike em parceria com a Liga de Ciclismo do Litoral do Estado de São Paulo. A prova faz parte do Campeonato Mundial de Downhill Urbano, sendo a primeira de cinco etapas do circuito mundial City Downhill World Tour.

## Circuitos
De 2003 até 2015, a prova foi disputada nas Escadarias do Monte Serrat. O circuito possuía 417 degraus e 650 metros de extensão desde a largada da Igreja do Monte Serrat até a linha de chegada, no pé do morro.
Em 2016, depois de 13 edições, a prova passou a ter um novo circuito. O novo cenário escolhido foi as Escadarias do Morro Pacheco. Caracterizado por passagens estreitas e forte inclinação que chega a quase 40 graus, o novo circuito possui 541 degraus, distribuídos em cerca de 600 metros de descida íngreme, com desnível de 143 metros (equivalente a um edifício de 45 andares).
O retorno da competição em 2024, no Morro do Pacheco, teve uma grande repercussão para a modalidade e para a comunidade local. A volta do evento transmitido ao vivo para mais de 150 países, movimentou as grandes marcas e deu uma injeção de animo na modalidade e nos atletas.
O downhill não é a especialidade do mountain bike mais divulgada, mas a Descida das Escadas de Santos acaba fazendo esse papel e leva a modalidade no topo dos maiores eventos do mundo.

## Lista de Vencedores
| Edição | Ano  | Masculino               | Feminino               | Ref.   |
| ------ | ---- | ----------------------- | ---------------------- | ------ |
| 1      | 2003 | Markolf Bertchold       | Patrícia Loureiro      | [ 8 ]  |
| 2      | 2004 | Cedric Gracia           | Diana Margraff         | [ 8 ]  |
| 3      | 2005 | Leandro Campovilla      | Patricia Loureiro1     | [ 8 ]  |
| 4      | 2006 | Djone Fornari           | Anne Caroline Chausson | [ 8 ]  |
| 5      | 2007 | Cedric Gracia           | Melissa Buhl           | [ 8 ]  |
| 6      | 2008 | Walace Miranda1         | Luana Oliveira1        | [ 8 ]  |
| 7      | 2009 | Walace Miranda2         | Patricia Loureiro1     | [ 8 ]  |
| 8      | 2010 | Filip Polc1             | Luana Oliveira2        | [ 8 ]  |
| 9      | 2011 | Mario Jarrin            | Luana Oliveira3        | [ 8 ]  |
| 10     | 2012 | Filip Polc2             | Luana Oliveira4        | [ 9 ]  |
| 11     | 2013 | Filip Polc3             | Julia Alves            |        |
| 12     | 2014 | Filip Polc4             | Patrícia Loureiro2     | [ 10 ] |
| 13     | 2015 | Filip Polc5             | Patrícia Loureiro3     | [ 11 ] |
| 14     | 2016 | Filip Polc6             | Barbara Jechow         | [ 7 ]  |
| 15     | 2017 | Javier "Ratón" Guijarro | Barbara Jechow         | [ 12 ] |
| 16     | 2018 | Gabriel Giovannini      | Bruna Ulrich           | [ 13 ] |
| 17     | 2019 | Junior Félix            | Bruna Ulrich           |        |
| 18     | 2024 | Lucas Borba             | Karina Kosmala         |        |

## Recordes
| Circuito                       | Recordista e Tempo no Masculino | Recordista e Tempo no Feminino   |
| ------------------------------ | ------------------------------- | -------------------------------- |
| Escadarias do Monte Serrat     | Filip Polc - 55s760 (2015)      | Patrícia Loureiro - 1m17s (2015) |
| Escadarias do Morro do Pacheco | Junior Félix - 57s565 (2019)    |                                  |